# کاراواجو (فیلم ۱۹۴۱)
کاراواجو (انگلیسی: Caravaggio) فیلمی در ژانر درام به کارگردانی گوفردو آلساندرینی است که در سال ۱۹۴۱ منتشر شد. از بازیگران آن می‌توان به آمدئو ناتزاری و کلارا کالامی اشاره کرد.

## تولید
ریکاردو فردا، فیلمنامه‌نویس، فرانچسکو کوراتو و شریک کربن او را ملاقات کرد که در تلاش بودند فیلمی در مورد نقاش ایتالیایی کاراواجو تولید کنند.[3] بودجه فیلم بیشتر و بیشتر شد. این فیلم در سال 1940 فیلمبرداری شد و سال بعد اکران شد و اولین فیلم از الیکا فیلم شد.[3] فردا در این فیلم به عنوان "همکاری در ساخت فیلم" شناخته می شود. [4]
این فیلم با بازی آمدئو نازاری در آن زمان یکی از محبوب‌ترین بازیگران ایتالیا بود و زمانی که کاراکتر او کاراواجو هیچ زنی در فیلم را در آغوش نگرفت یا نبوسید، با این نقش در تضاد بود که فکر می‌کرد کارش را به خطر می‌اندازد.